# Алберт де Унг
Алберт де Унг (Алберт од Великог Михољца и Унгвара) (друга половина 14. века - после 1426) је био хрватско-далматински бан (1419-1426) и врански приор.

## Биографија
Рођен је у Тиби у Унгварској жупанији. Учествује у грађанском рату у Угарској између Жигмунда Луксембуршког и Ладислава Напуљског. Подржао је Жигмунда који му је поверио вођство над одредом војске који се 1411. године борио против Млечана у Исти и северној Италији. Пратио је угарског краља 1414. године на црквеном сабору у Констанци. Припадао је реду Хоспиталаца. Не зна се када је у њега ступио, али је као витез Светог Јована, вероватно већ 1414. године, именован вранским приором. Жигмунд му је потврдио функцију 16. октобра 1417. године. Алберт је 1419. године именован хрватско-далматинским баном. Управо у то време пада млетачка акција против Угарске. Алберт је кренуо са војском у Далмацију. Млечанима је најјачи отпор пружио Трогир кога је бранио Алберт. Млечани су покушали освојити градове митом и обећањима. Рат је завршен 1420. године. Алберт се помиње у средњовековним повељама као хрватско-далматински бан до 1426. године. Тада престају све вести о њему.